# Scudo piemontese
Lo scudo piemontese è stato la valuta in circolazione in Piemonte e negli altri possedimenti continentali del Regno di Sardegna dal 1755 fino al 1816. Contemporaneamente in Sardegna era in uso lo scudo sardo. 

## Storia
Lo scudo piemontese era suddiviso in 6 lire piemontesi, ognuna di 20 soldi o 240 denari. I multipli erano la doppia d'oro da due scudi ed il carlino d'oro da 20 scudi o 120 lire piemontesi emesso da vari sovrani come il duca di Savoia Carlo Emanuele I e dal re di Sardegna Carlo Emanuele III. Durante l'esperienza della Repubblica Subalpina e l'occupazione francese (1799-1814), nei territori dei Savoia circolò il franco francese affiancato da equivalenti lire coniate localmente. Dopo la Restaurazione, con il ritorno di Vittorio Emanuele I, lo scudo tornò moneta ufficiale fino al 1816, quando la Regia patente del 6 agosto introdusse il sistema decimale e quindi la lira sabauda da 5 grammi di argento a 900/1000 come moneta.

## Monete
Nella seconda metà del XVIII secolo circolarono monete da 2 denari in rame, ½, 1, 2,6 e 7,6 soldi in biglione, ¼, ½ e 1 scudo d'argento; in oro vennero coniate monete da ¼, ½, 1 e 2½ doppie ed il carlino da 120 lire. Nell'ultimo decennio del '700 furono coniate anche monete in rame da 1 e 5 soldi e monete in biglione da 10, 15 e 20 soldi.
La Repubblica Piemontese coniò nel 1799 monete da ¼ e ½ scudo in argento, seguite nel 1800 dalla moneta in bronzo da 2 soldi della Repubblica Subalpina.